# SWITCHING ON X
SWITCHING ON X（スイッチング・オン・エックス）は日本の音楽プロジェクト、FAKE?の7thアルバム。2010年2月24日発売。限定版は1ヶ月後に発売され、Tシャツ・ハンドタオル・キーホルダー付きのデラックス仕様。プロデューサーにはイギリスの大御所ポストパンクバンド・キリング・ジョークのベーシストであるマーティン・"ユース"・グローヴァーを起用。

## 収録曲
作詞・作曲・編曲：FAKE?
1. Enter X
2. Density Change
3. Taste It
4. Indigo Clean
5. Novocaine
6. Undercover
7. Rotate
8. D-Elite
9. Tweakin'
10. Buzz
11. Homesick
12. Exit X